# Гамбургская марка
Гамбургская марка (нем. Hamburg Mark) — денежная единица Вольного и ганзейского города Гамбурга, которая берёт начало своей чеканки с 1325 года. До монетных реформ 1871—1873 годов эталоном для определения веса или содержания чистого серебра служили классическая, курант- и любекская марки. Подразделялась на 16 шиллингов, каждый из которых состоял из 12 пфеннигов. Гамбургская марка имела серебряный стандарт: 1 марка = 1/34 кёльнской марки. Была заменена германской золотой маркой по курсу 1 гамбургская марка = 1,2 золотой марки (1 золотая марка = 13 1/3 шиллингов). В 1921—1924 годах в период гиперинфляции изготавливались последние металлические и бумажные собственные марки Гамбурга в виде токенов и нотгельдов.

## История

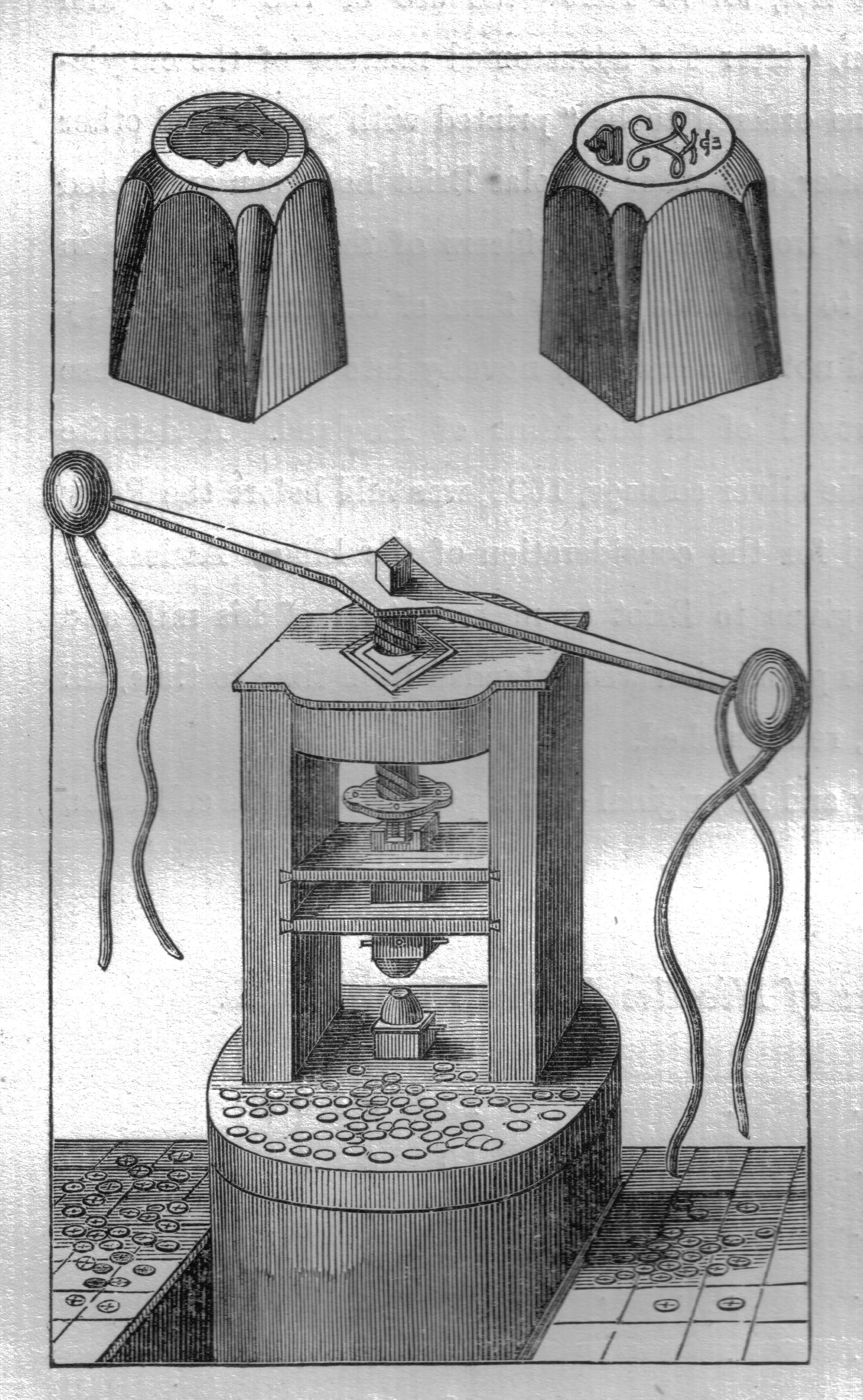
Пресс для чеканки монет в Средневековье

В 834 году Гамбург стал чеканить первые монеты. В 1189 году монетный двор получил благодарность от императора Священной Римской империи Фридриха I Барбароссы за чеканку монет надлежащего качества (то есть монет, содержащих в себе соответствующее номиналу количество серебра, что в Средневековье было нечастым явлением). В 1255 году Гамбург начинает совместную чеканку монет с Любеком с 34 футов на марку серебра. В 1325 году графы Гольштейны продают Гамбургу штемпель с правом на чеканку собственных монет. С 1373 года Гамбург присоединился к Вендскому монетному союзу и стал чеканить монеты согласно установленному союзом образцу. В 1389 году Гамбург приобрёл право чеканить собственные монеты, а не общеимперские. Типичными монетами стали «виттены».
В 1435 году император Священной Римской империи Сигизмунд I подарил право чеканить на монетном дворе Гамбурга золотые гульдены. В 1475 году его преемник Фридрих III подтвердил данное право с разрешением на чеканку золотых дукатов.
В 1502 году император Карл V начал вмешиваться в дела государств Вендского монетного союза. В 1524 году серебряные марки были заменены на талеры. С 1553 года в Гамбурге начали изготавливать талеры и португалезы.
С 1613 года Гамбург получает статус Вольного ганзейского города с правом чеканки собственных монет. В 1619 году был основан Банк Гамбурга (который в XVIII веке получил название Первого жиробанка Германии), который работал с внутренней валютой расчётов. Вычислительным сроком для всех валют стала банковая марка. В 1694 году Гамбург чеканит монеты номиналами в ½, 1 и 2 марки. С 1725 года Гамбург начинает снова чеканить европейские монеты, которые действовали по Курантной денежной системе (нем. Kurantgeldwährung), в основном чеканя рейхсталеры. В 1809 году монетный мастер Ханс Шайрвер Кнох (1805—1842) выкупает монетный двор у французского правительства, войска которого на то время оккупировали немецкие земли. И хотя здание монетного двора было опустошенно и принадлежности были проданы на аукционе, мастеру удалось изготовить монеты от имени города, где марка преимущественно использовалась как весовая единица.